# Promotion économique Valais
 (juillet 2011).
Si vous disposez d'ouvrages ou d'articles de référence ou si vous connaissez des sites web de qualité traitant du thème abordé ici, merci de compléter l'article en donnant les références utiles à sa vérifiabilité et en les liant à la section « Notes et références ».
Promotion économique Valais (ex-Business Valais) est l'organisme du Canton du Valais au service de la promotion économique du canton.
La mission de Promotion économique Valais est d’assurer la mise en œuvre de la stratégie définie par le Canton du Valais pour favoriser le développement du tissu économique valaisan.
En 2004, le Département de l'Économie, de l’Énergie et du Territoire (DEET) lance une vaste opération de réorganisation de la promotion économique du canton. En 2007, après une réorganisation interne de l’administration cantonale et des divers organismes actifs dans le domaine, le DEET réunit  tous les acteurs de la promotion économique du canton dans une même et unique structure, baptisée « Business Valais » :
- Le Service de l’économie, du tourisme et de l'innovation - SETI ;
- Le Centre de cautionnement et de financement - CCF SA ;
- CimArk SA ;
- L’Antenne région Valais romand - ARVR ;
- Regions- und Wirtschaftszentrum Oberwallis AG - RWO ;
- Valais Wallis Promotion - VWP.

En novembre 2021, la marque Business Valais est supprimée au profit du nom Promotion économique Valais. Promotion économique Valais reprend dès lors également, dans sa communication, les codes de la Marque Valais.